# Marcelo Ebrard

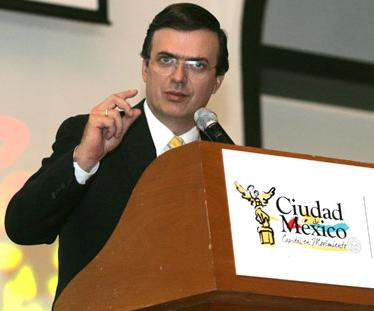
Marcelo Ebrard (2007)

Marcelo Ebrard (* 1959 in Mexiko-Stadt) ist ein mexikanischer Politiker und war von 2006 bis 2012 Regierungschef des Bundesdistrikts Mexiko-Stadt. Vom 1. Dezember 2018 bis zum 12. Juni 2023 war er Außenminister im Kabinett Lopez Obrador. Seit Oktober 2024 ist er Wirtschaftsminister im Kabinett Sheinbaum.

## Leben
Ebrard ist Sohn eines Architekten. Er besuchte das El Colegio de México und studierte später an der École nationale d’administration in Straßburg.  Nach seiner Rückkehr nach Mexiko trat Ebrard in die Stadtverwaltung ein.
Ebrard gehörte in seiner politischen Laufbahn zuerst der Partei Partido Revolucionario Institucional an, später der mittlerweile aufgelösten Partido de Centro Democrático, aus der er 2000 austrat, um die Allianz für Mexiko-Stadt und Obrador zu unterstützen. Seit 2005 gehört er der Partei Partido de la Revolución Democrática (PRD) an. Juli 2006 gewann er als Kandidat dieser Partei die Wahlen zum Regierungschef von Mexiko-Stadt mit 47,05 Prozent der abgegebenen Stimmen, vor Demetrio Sodi von der Nationalen Aktionspartei (PAN) mit 27,66 Prozent. Ebrard übernahm das Amt von seinem Vorgänger Alejandro Encinas (PRD), der seit Juli 2005 regierte. Am 5. Dezember 2012 übergab er das Amt an Miguel Ángel Mancera, der bis Januar 2012 während der Regierungszeit Ebrards als Generalstaatsanwalt des Bundesdistrikts fungierte.
Eine Woche nach seinem Wahlsieg 2006 heiratete Ebrard die ehemalige Fernsehschauspielerin Mariagna Pratts.